# Aston Martin DB4 GT Zagato

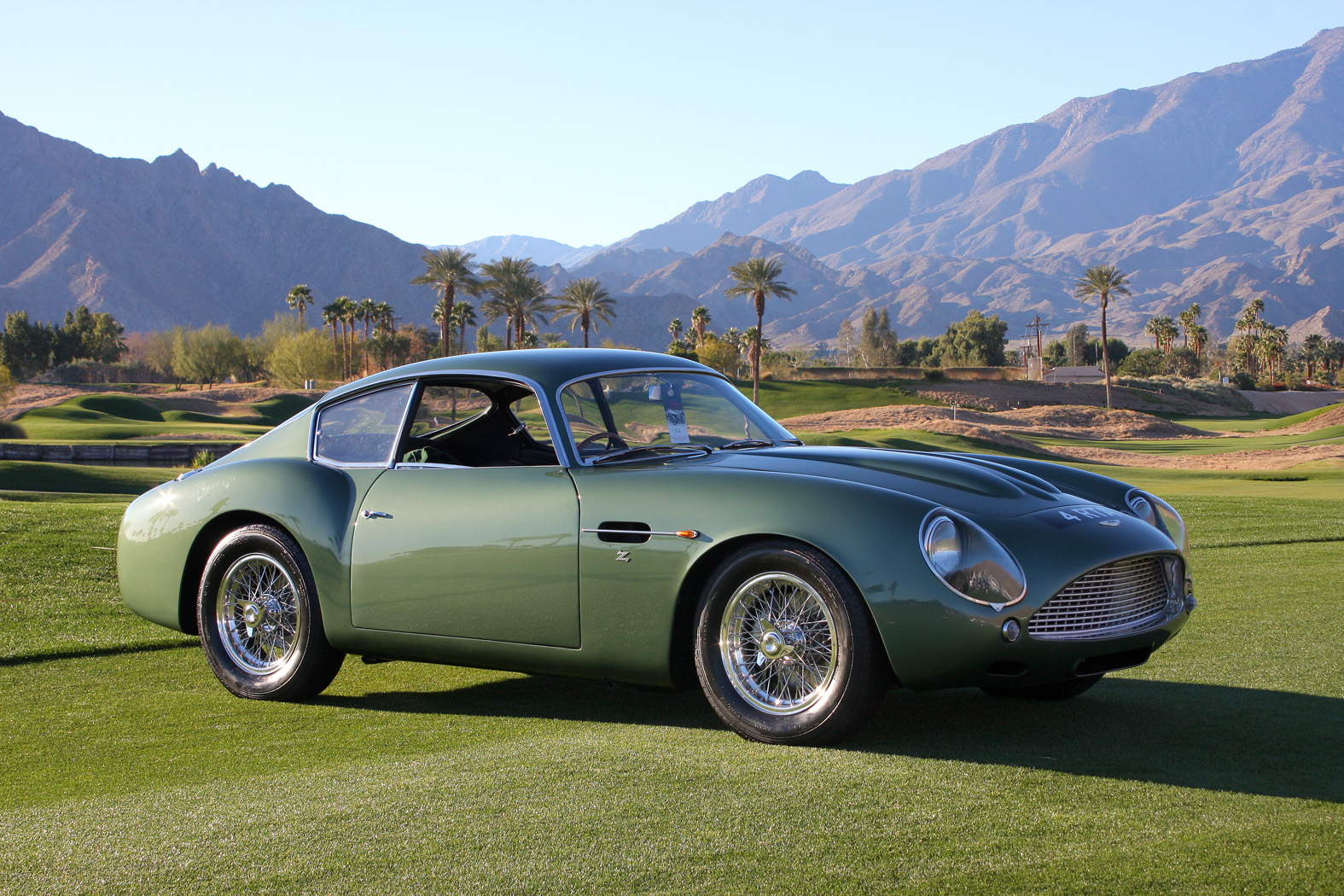
Aston Martin DB4 GT Zagato, 1961

De Aston Martin DB4 GT Zagato werd in oktober 1960 tijdens de London Motor Show geïntroduceerd. Als basis diende een DB4 GT, die werd verbeterd door de Italiaanse carrosseriebouwer Zagato. De ontwerper was Ercole Spada. Het was de bedoeling om 25 auto's te bouwen, maar door de geringe vraag bleef het echter bij negentien auto's. Vandaag de dag zijn deze auto's zeer gewild en brengen ze vele miljoenen op tijdens veilingen. 
In 1987 bouwde Aston Martin nog vier nieuwe DB4 GT Zagato's (Sanction 2). Deze werden verkocht voor 1 miljoen dollar. In 2000 en 2001 werden er nog twee DB4 GT Zagto's gebouwd (Sanction 3) en één unieke DB4 GT Barchetta. Dit waren geen officiële auto's van Aston Martin. 
Doordat de DB4 GT Zagato erg populair is geworden vanwege zijn zeldzaamheid en hoge waarde, zijn er veel replica's (reconstructies) gebouwd. Deze reconstructies vertonen veel overeenkomsten maar zijn niet gebouwd door Aston Martin of Zagato. 